# 게임의 이름은 유괴
《게임의 이름은 유괴》(일본어: ゲームの名は誘拐)는 히가시노 게이고의 2002년 장편 추리소설이다. 인질과 범인이 모의한 유괴 사건을 소재로 했다. 대한민국에는 알에이치코리아에서 권일영 번역으로 출간되었다.

## 등장인물
- 사쿠마 슌스케(佐久間駿介)
- 가쓰라기 주리(葛城樹理)
- 가쓰라기 가쓰토시(葛城勝俊)

## 줄거리
인생을 게임이라고 생각하는 샐러리맨 사쿠마 슌스케. 그러던 어느날, 애써 준비하던 프로젝트가 누군가에 의해 일방적으로 중지당하는 일이 벌어졌다. 제동을 건 사람은 닛세이 그룹 부사장 가쓰라기 가쓰토시. 이 일로 가쓰라기에게 사적인 원한이 생긴 그는 충동적으로 그의 집을 방문했다 그의 집 담장에서 낯모르는 여자가 뛰쳐나오는걸 보게된다. 호기심에 여자를 쫓은 슌스케는 기막힌 사실을 알게된다. 여자의 이름은 가쓰라기 주리. 가쓰토시의 딸이었지만 첩의 몸에서 태어난 사생아라는 이유로 가족들에게 멸시를 받았고 견디다 못해 충동적으로 집을 나왔다는 것이었다.
이 이야기를 들은 슌스케는 가쓰라기 사장에게 복수할 뜻밖의 방법을 생각해낸다. 바로 자작유괴극을 벌여 거액의 몸값을 뜯어내는 것. 이후 무사히 사장을 속이고 몸값을 얻어내는데 성공했는데 이후 엄청난 뉴스소식이 나타났다. 바로 주리가 누군가에게 살해당했다는 뉴스가 보도된 것이다. 게다가 보도화면에 나온 '가쓰라기 주리'의 얼굴은 전혀 모르는 얼굴이었다. 